# Teppo Numminen
Temple de la renommée de l'IIHF : 2013
Temple de la renommée finlandais : 2010
Teppo Numminen (né le 3 juillet 1968 à Tampere) est un défenseur professionnel finlandais de hockey sur glace.

## Carrière de joueur
Il a commencé sa carrière de hockeyeur professionnel avec un club de hockey Finlandais : Tappara. En 127 matchs avec ce club, il récolta 55 points.
Il fut par la suite repêché par les Jets de Winnipeg au repêchage d'entrée dans la LNH 1986 au 29e rang (choix de 2e ronde). Il joue par la suite 15 saisons avec cette organisation, vivant le déménagement de l'équipe de Winnipeg à Phoenix où le club devient les Coyotes de Phoenix. Son association avec Winnipeg/Phoenix prit fin le 22 juillet 2003 quand les Coyotes l'ont échangé aux Stars de Dallas en retour de Mike Sillinger, il n'y joua qu'une saison avant de signer un contrat avec les Sabres de Buffalo, son équipe actuelle.
Le 30 janvier 2010, les Coyotes de Phoenix retirent son numéro, le 27. Il a joué 1098 match pour les Jets et les Coyotes, le record de la franchise.

## Exploits
Il a remporté 3 médailles aux Jeux olympiques : une première fois lorsqu'il gagne la médaille d'argent en 1988, puis la médaille de bronze en 1998 et une nouvelle fois l'argent, en 2006. 
Il participa à 3 Matchs des étoiles (1999, 2000 et 2001).
Il est devenu le 13 novembre 2006 l'Européen ayant joué le plus grand nombre de matchs dans la LNH, en jouant son 1252e match.

## Statistiques
| Saison     | Équipe             | Ligue      |       | Saison régulière | Saison régulière | Saison régulière | Saison régulière | Saison régulière |   | Séries éliminatoires | Séries éliminatoires | Séries éliminatoires | Séries éliminatoires | Séries éliminatoires |
| Saison     | Équipe             | Ligue      | PJ    | B                | A                | Pts              | Pun              | PJ               | B | A                    | Pts                  | Pun                  |                      |                      |
| 1985-1986  | Tappara Tampere    | SM-liiga   | 31    | 2                | 4                | 6                | 6                | 8                | 0 | 0                    | 0                    | 0                    |                      |                      |
| 1986-1987  | Tappara Tampere    | SM-liiga   | 44    | 9                | 9                | 18               | 16               | 9                | 4 | 1                    | 5                    | 4                    |                      |                      |
| 1987-1988  | Tappara Tampere    | SM-liiga   | 44    | 10               | 10               | 20               | 29               | -                | - | -                    | -                    | -                    |                      |                      |
| 1988-1989  | Jets de Winnipeg   | LNH        | 69    | 1                | 14               | 15               | 36               | -                | - | -                    | -                    | -                    |                      |                      |
| 1989-1990  | Jets de Winnipeg   | LNH        | 79    | 11               | 32               | 43               | 20               | 7                | 1 | 2                    | 3                    | 10                   |                      |                      |
| 1990-1991  | Jets de Winnipeg   | LNH        | 80    | 8                | 25               | 33               | 28               | -                | - | -                    | -                    | -                    |                      |                      |
| 1991-1992  | Jets de Winnipeg   | LNH        | 80    | 5                | 34               | 39               | 32               | 7                | 0 | 0                    | 0                    | 0                    |                      |                      |
| 1992-1993  | Jets de Winnipeg   | LNH        | 66    | 7                | 30               | 37               | 33               | 6                | 1 | 1                    | 2                    | 2                    |                      |                      |
| 1993-1994  | Jets de Winnipeg   | LNH        | 57    | 5                | 18               | 23               | 28               | -                | - | -                    | -                    | -                    |                      |                      |
| 1994-1995  | Jets de Winnipeg   | LNH        | 42    | 5                | 16               | 21               | 16               | -                | - | -                    | -                    | -                    |                      |                      |
| 1994-1995  | TuTo Turku         | SM-liiga   | 12    | 3                | 8                | 11               | 4                | -                | - | -                    | -                    | -                    |                      |                      |
| 1995-1996  | Jets de Winnipeg   | LNH        | 74    | 11               | 43               | 54               | 22               | 6                | 0 | 0                    | 0                    | 2                    |                      |                      |
| 1996-1997  | Coyotes de Phoenix | LNH        | 82    | 2                | 25               | 27               | 28               | 7                | 3 | 3                    | 6                    | 0                    |                      |                      |
| 1997-1998  | Coyotes de Phoenix | LNH        | 82    | 11               | 40               | 51               | 30               | 1                | 0 | 0                    | 0                    | 0                    |                      |                      |
| 1998-1999  | Coyotes de Phoenix | LNH        | 82    | 10               | 30               | 40               | 30               | 7                | 2 | 1                    | 3                    | 4                    |                      |                      |
| 1999-2000  | Coyotes de Phoenix | LNH        | 79    | 8                | 34               | 42               | 16               | 5                | 1 | 1                    | 2                    | 0                    |                      |                      |
| 2000-2001  | Coyotes de Phoenix | LNH        | 72    | 5                | 26               | 31               | 36               | -                | - | -                    | -                    | -                    |                      |                      |
| 2001-2002  | Coyotes de Phoenix | LNH        | 76    | 13               | 35               | 48               | 20               | 4                | 0 | 0                    | 0                    | 2                    |                      |                      |
| 2002-2003  | Coyotes de Phoenix | LNH        | 78    | 6                | 24               | 30               | 30               | -                | - | -                    | -                    | -                    |                      |                      |
| 2003-2004  | Stars de Dallas    | LNH        | 62    | 3                | 14               | 17               | 18               | 4                | 0 | 1                    | 1                    | 0                    |                      |                      |
| 2005-2006  | Sabres de Buffalo  | LNH        | 75    | 2                | 38               | 40               | 36               | 12               | 1 | 1                    | 2                    | 4                    |                      |                      |
| 2006-2007  | Sabres de Buffalo  | LNH        | 79    | 2                | 27               | 29               | 32               | 16               | 0 | 4                    | 4                    | 4                    |                      |                      |
| 2007-2008  | Sabres de Buffalo  | LNH        | 1     | 0                | 0                | 0                | 0                | -                | - | -                    | -                    | -                    |                      |                      |
| 2008-2009  | Sabres de Buffalo  | LNH        | 57    | 2                | 15               | 17               | 22               | -                | - | -                    | -                    | -                    |                      |                      |
| Totaux LNH | Totaux LNH         | Totaux LNH | 1 372 | 117              | 520              | 637              | 513              | 82               | 9 | 14                   | 23                   | 28                   |                      |                      |